# Postiglione
Pour les articles homonymes, voir Francesco Postiglione et Luca Postiglione.
Postiglione est une commune italienne de la province de Salerne, dans la région Campanie.

## Géographie
La commune est située sur les rameaux septentrionaux des monts Alburni et traversée de la rivière Sélé ; son territoire est classifié comme vallonné. Elle avoisine Altavilla Silentina, Campagna, Castelcivita, Controne, Contursi Terme, Serre et Sicignano degli Alburni.
Elle est composée des hameaux (frazioni) Acquara, Canneto, Lago Rosso, Pescarà, Selva Nera et Terzo di Mezzo.

## Histoire
Le bourg fut créé au IXe siècle par des habitants de Paestum fuyant le littoral, à la suite des raids des pilleurs et esclavagistes barbaresques, Sarrasins et Turcs.

## Monuments

### Architecture militaire
Château normand, XIe siècle. 
Cette structure fut construite vers l'an 1000 par trois frères normands, Riccardo, Ruggiero et Guglielmo de Hauteville. 
Il se présente comme un système de fortification articulé autour d'un corps principal. Le bâtiment est muni de six tours, dont une possédait une prison, une autre avait une porte sécurisée d'où les voitures accédaient dans la place.
Lors des deux conflits mondiaux le fort servit de prison militaire. C'est aujourd'hui un musée, et accédant à son point le plus haut on y admire un splendide panorama qui comprend le Golfe de Salerno, le Parc national du Cilento et du Val de Diano, la côte amalfitaine, et au loin l'île de Capri.

## Administration
| Période                                  | Période | Identité | Étiquette | Qualité |
| ---------------------------------------- | ------- | -------- | --------- | ------- |
|                                          |         |          |           |         |
| Les données manquantes sont à compléter. |         |          |           |         |

### Communes limitrophes
Altavilla Silentina, Campagna, Castelcivita, Controne, Contursi Terme, Serre, Sicignano degli Alburni.